# Juan Ignacio Larrea Holguín
Juan Ignacio Larrea Holguín (Buenos Aires, 10 de agosto de 1927 – Quito, 27 de agosto de 2006), foi arcebispo de Guayaquil por dez anos e o primeiro membro  da prelazia do Opus Dei no Equador. Foi advogado de prestígio reconhecido e freqüentemente consultado sobre temas de Direito Civil equatoriano e autor de mais de 60 livros jurídicos.

## Biografia
Larrea era filho do embaixador equatoriano Manuel Larrea Rivadeneyra, historiador equatoriano notório. Nasceu em Buenos Aires enquanto seu pai desempenhava funções diplomáticas. Cursou seus estudos primários e secundários no Colégio La Sale, no Equador, Peru e Argentina. Sua carreira começou na Pontifícia Universidade Católica do Equador como aluno fundador. Em razão do trabalho do pai foi obrigado a mudar-se para Roma.

## Obras destacadas
Jurídicas
- Enciclopédia Jurídica Ecuatoriana
- Manual elemental de derecho civil del Ecuador (4 tomos)
- Derecho Civil del Ecuador (15 tomos)
- Manual de Derecho Internacional Privado Ecuatoriano
- 145 Años de Legislación
- Repertorios de Jurisprudencia
- Derecho Eclesiástico Ecuatoriano

Religiosas
- Novena a São Josemaría Escrivá
- Novena a João Paulo II
- Novena a Monsenhor Álvaro del Portillo

## Títulos
- Doutor Honoris Causa da Universidade Católica de Guayaquil
- Prêmio "Tobar" da Municipalidade de Quito
- Prêmio Nacional "Eugenio Espejo"

Em seus anos de estudante universitário na Itália, conheceu Josemaría Escrivá de Balaguer, e após esse encontro, em 1949, pediu a entrada no Opus Dei, sendo em 1952 o primeiro membro dessa instituição no Equador.
Ali obteve dois doutorados: um em Direito canónico pelo "Angelicum" (Pontifícia Universidade de São Tomás de Aquino) de Roma, e outro em Direito civil pela Universidade de Roma. Voltando ao Equador, obteve o doutorado em Jurisprudencia pela Universidade Católica do Equador e, mais tarde, o doutorado honoris causa da Universidade de Guayaquil.
Logo após exercer a profissão e a docência tornou-se sacerdote em 1962.
O Papa Paulo VI o nomeou bispo auxiliar de Quito em 1969 e em 1975 o moveu para Ibarra. Em 1983 o papa João Paulo II o nomeou primeiro bispo castrense do Equador e em 1988 o levou para Guayaquil, diocese da qual foi Arcebispo desde 1993. O próprio João Paulo II aceitou sua renúncia em 2003, meses depois de chegar aos 75 anos, que a Igreja Católica estabelece como limite para o desempenho de cargos episcopais. Desde então, uma vez aposentado das atividades religiosas, se dedicou a escrever livros e folhetos de temas religiosos e jurídicos. Faleceu após um longo processo cancerígeno. Actualmente, a Arquidiocese de Guayaquil está preparando o processo de canonização.

## Carreira
Desde o inicio de sua profissão exerceu numerosos cargos públicos. Foi Secretário da Comissão Nacional da UNESCO (1953-54); Procurador Fiscal da República (1955); Procurador Eleitoral (1957-61) e Vice-presidente do dito Tribunal (1960-61). Desde 1965 era membro da Junta Consultiva do Ministério de Relações Exteriores e em um certo período, Vice-presidente da mesma.
Também foi Assessor de múltiplas entidades: da Presidência da República, da Corte Suprema de Justiça, do Ministério de Relações, do Ministério de Agricultura para a preparação de leis do ramo. Como assessor da Comissão Legislativa Permanente preparou a reforma íntegral do Código Civil (1969-70), projeto que foi aprovado e reformou a quarta parte dos artigos do mesmo. Posteriormente realizou a nova modificação e e edição do Código. Também preparou outras edições importantes, como a do Código do Trabalho, Lei de Companhias, Lei do banco Nacional de Incentivo, a do Instituto de Colonização Amazênica, entre muitas outras.
Redigiu vários projetos que terminaram sendo lei, como a Lei de liberdade educacional do Equador. No governo de Durán Ballén foi membro da Junta de Notáveis que elaborou o projeto que reformou a Constituição Política do Estado, projeto aprovado por considerável parte do Congresso Nacional. E no tocante ao direito internacional, participou em várias conferências e convenções internacionaus sobre questões jurídicas no México, Colômbia, Venezuela, Chile, Peru e no Equador.
Foi membro do Instituto Hispano-Luso-Americano de Direito Internacional, da Academia Equatoriana da Língua, e também da Espanhola; da Academia da História Equatoriana, da Academia de Advogados de Quito. Fundou a Corporação de Estudos e Publicações. Pertenceu à Casa da Cultura Equatoriana, e foi membro de seu Diretório (1974-1976). Também foi nomeado Cavaleiro Capelão da Ordem de Malta.

## Docência
Desde muito cedo se destacou na docência (1953-1974). Desempenhou com especial lucidez várias cátedras na Universidad Central, na Pontifícia Universidade Católica de Ecuador, na Universidade Católica Santiago de Guayaquil, na Academia de Diplomacia, no Instituto de Altos Estudos Nacionais, e nos seminários de Ibarra e Guayaquil. Durante 22 anos exerceu a cátedra de Direito Civil, e também a de Direito Internacional Privado. Foi Subdecano da Faculdade de Direito na Universidade Católica de Quito durante catorze anos.

## Legado
Autor de mais de oitenta obras de jurisprudência, Direito civil, internacional privado, canônico, constitucional, história do direito, entre outras matérias. Entre saus obras destaca especialmente o comentário ao Código Civil, dividido em catorze partes. Foi o primeiro jurista equatoriano que comentou em extenso todo o Código Civil de Andrés Bello, obra que vários de seus antecessores –como Luis Felipe Borja Pérez– tentaram e não terminaram. Além desses oitenta livros, foi autor de dezenas de obras de caráter ético e religioso.
Como pastor é lembrado por promover o processo de beatificação e canonização de Narcisa de Nobol. Em 1980 fundou o seminário de Ibarra, onde se formaram mais de 120 sacerdotes. Promoveu uma obra residencial para mais de 5000 famílias imbaburenhas, e como Bispo Castrense se encarreguo de estruturar o serviço religioso das Fuerzas Armadas do Equador. Desempenhou um extenso e intenso trabalho pastoral, pregando numerosos retiros espirituais, visitando as paróquias das dioceses; o que lhe fez governar e estimular o trabalho dos seminários diocesanos.
Assegurou o poder da hierarquia sacerdotal dentro do catolicismo local e sobretudo ampliou a influência da Opus Dei, impondo assim a tendência conservadora frente a grupos progressistas do catolicismo.